# Onde Está Elisa? (3.ª temporada)
A terceira e última temporada de Onde Está Elisa? é uma série portuguesa produzida pela Plural Entertainment exibida pela TVI de 24 de fevereiro de 2020 a 20 de março de 2020. Escrita por Artur Ribeiro é uma adaptação da telenovela chilena ¿Dónde está Elisa?.
É protagonizada por Heidi Berger, Ana Cristina de Oliveira e António Pedro Cerdeira.

## Sinopse
Catia (Joana Barradas) conta a Dulce (Anna Eremin) que sabe de mais uma notícia bombástica, acrescentado que os primos de Elisa (Heidi Berger) fugiram de casa. Dulce fica entusiasmada e diz à equipa que vai ao bar de strip.
Patrícia (Daniela Marques) fica a saber que os primos fugiram e acha bem, deixando Rui (António Pedro Cerdeira) e Francisca (Ana Cristina Oliveira) preocupados.
Elisa está a dormir, uma enfermeira entra e, com o seu telemóvel, tira-lhe uma foto.
Elena (Marina Vucic Fernandez) prepara-se para limpar a mancha de sangue deixada por Faustino.
Dulce bate à porta e Elena diz-lhe que não tem nada para falar e pede à jornalista que saia. Dulce resiste, e provoca Elena, que a agride e Dulce vinca que vai processá-la.
Mário (João Cabral) desabafa com Ana (Vera Kolodzig) e pede-lhe que ela se despache com o plano contra Dulce, e revela que os primos de Elisa fugiram.
Alexandra (Jessica Athayde) e Inácio (Pedro Laginha) levam Olívia (Paula Neves) para o quarto para poder descansar e dão, os três, as mãos.
Constança (Joana Seixas) conversa com Marta (Anabela Teixeira) e ela conta que já fez o relatório sobre o estado psíquico de Elisa. A psicóloga pergunta pelos filhos, a Constança, e ela mente, dizendo que foram viajar. Marta confronta-a dizendo que no «Diário da Linha» havia referência ao facto de eles terem fugido.
Dulce entra, furiosa, por causa do estalo que Elena lhe deu. Cátia mostra-lhe uma foto de Elisa na clínica. Dulce diz para ela publicar, imediatamente, a foto e prepara-se para escrever um artigo sobre Elena.
Procurador conta a Rui que Elisa confessou à PJ que ela e Bruno (Pedro Lima) queriam fugir juntos e planearam tudo: telefonemas, fotos, resgate, simulação de rapto.
Carlos (Marco D'Almeida) está reunido com Raquel (Teresa Tavares) e Tiago (João Lagarto) e conta-lhes que Elena e Faustino (Paulo Manso) tinham um plano para acabar com Zé Lenka (Miguel Borges), que não correu bem.
Entretanto dá-se uma forte explosão e Carlos, Raquel (Teresa Taavres) e Tiago sacam das pistolas, recuperando do susto. Uma nuvem de fumo não deixa perceber as movimentações dos vultos que entram na sede da PJ. Ouve-se o som de disparos e dois inspetores caem, baleados. Os peritos estão no chão, Cosme (Miguel Rebelo) tenta levantar-se e é agarrado por Zé Lenka, que entra acompanhado por Jacaré (Ricardo Duarte), ambos vestidos com o uniforme da companhia de electricidade.
Jacaré dispara em redor estoirando com vidros e destruindo equipamentos. Zé Lenka arrasta Cosme consigo e dispara sobre Vilar e Afonso que se tentam defender, mas acabam por ser abatidos. Carlos e Raquel deslocam-se de armas empunhadas, abrem uma porta e, logo a seguir, afastam-se a tempo de evitar uma rajada de metralhadora.
Zé Lenka grita quais são as suas condições e Carlos oferece-se como refém. Tiago aproxima-se, enquanto vê um cenário de mortes à sua volta. Zé Lenka, a gritar, diz que tem consigo, como refém, Cosme e apresenta as suas condições.
Dulce fala para a equipa da redação, pedindo que escrevam sobre escândalos, vincando que não interessa que sejam mentiras. Para ela, o importante são os cliques que os leitores fazem quando estão a ler os artigos. Cátia apercebe-se que tem uma câmara no seu computador e que estão a emitir imagens em direto do que se passa na redação, deixando Dulce de cabeça perdida.
Francisca e Rui estão siderados, de tablet na mão, a olhar para o que se passa na redação do jornal, vendo Dulce e a sua equipa aflita. Ana, Mário e Sandra olham para o ecrã do portátil de Ana e Mário (João Cabral) dá-lhe os parabéns. Dulce ordena, aos gritos, que todos desliguem os computadores para interromperem a emissão.
Sebastião (Filipe Matos), Gonçalo (Luís Ganito) e Matilde (Joana Aguiar) entram na clínica, dirigem-se ao quarto de Elisa e libertam-na.
Carlos e Raquel mantêm as suas posições e dizem a Zé Lenka que o Diretor já iniciou as negociações. Zé Lenka diz a Carlos que não são negociações, mas exigências, e pede a Cosme que dê a sua opinião sobre a bomba que ele tem ali.
Cosme leva uma pancada de Zé Lenka, por ter tentado dar mais informações sobre a bomba. Tiago aproxima-se de Raquel e de Carlos e diz-lhes que o Ministro vai começar a tratar das exigências de Zé Lenka.
Matilde, Gonçalo e Sebastião fogem da clínica com Elisa.
Cátia informa Dulce do que está a acontecer na PJ, mas Dulce não está interessada, chamando o informático para descobrir quem montou aquela armadilha.
Rui pede a Zé Pedro (Graciano Dias) que arranje alguém para matar Bruno, e este tenta demover o amigo. Rui relembra Zé Pedro de que ele o ajudou no processo de internamento e que Constança arranjou a psicóloga de forma a conseguir proteger o marido.

## Elenco
| Ator                     | Personagem          |
| ------------------------ | ------------------- |
| Heidi Berger             | Elisa Menezes       |
| António Pedro Cerdeira   | Rui Menezes         |
| Ana Cristina de Oliveira | Francisca Menezes   |
| Marco d'Almeida          | Carlos Reis         |
| João Lagarto             | Tiago Elói          |
| Estrela Novais           | Sofia Mendes        |
| Daniela Marques          | Patrícia Menezes    |
| Matilde Serrão           | Carolina Menezes    |
| Joana Seixas             | Constança Pires     |
| Pedro Lima               | Bruno Pires         |
| Luís Ganito              | Gonçalo Pires       |
| Vera Kolodzig            | Ana Almeida         |
| Joana Aguiar             | Matilde Pires       |
| Paula Neves              | Olivia Frazão       |
| Sérgio Praia             | Yuri Petrovich      |
| Rita Martins             | Vânia Sousa         |
| Marina Vucic             | Elena Zagoruychenko |
| Pedro Laginha            | Inácio Frazão       |
| Filipe Matos             | Sebastião Frazão    |
| Teresa Tavares           | Raquel Soares       |
| João Catarré             | Júlio Morgado       |
| Jéssica Athayde          | Alexandra Correia   |
| Catarina Gouveia         | Joana Sarmento      |
| Graciano Dias            | Zé Pedro Lemos      |
| João Cabral              | Mário Montenegro    |
| Joana Manuel             | Anabela Horta       |
| Diogo Costa Reis         | Manuel Rocheta      |

## Audiências
A terceira temporada e última estreou a 24 de fevereiro de 2020, com 4,5% de rating e 12,6% de share na vice-liderança. O último episódio, exibido a 20 de Março do mesmo ano, alcançou recorde de espetadores, mas ficou mesmo assim longe da liderança. O resultado foi de 4,9% de rating e 13,2% de share. 460.900 espectadores acompanharam o desfecho da série de Artur Ribeiro.
| Média | Média     | Episódios exibidos | Rating | Share | Ref.  |
| ----- | --------- | ------------------ | ------ | ----- | ----- |
| 2020  | Fevereiro | 5                  | 3,9%   | ...   | ...   |
| 2020  | Março     | 15                 | ...    | ...   | ...   |
| Total | Total     | 20                 | 3,0%   | ...   | [ 4 ] |